# Montsinéry-Tonnegrande
Montsinéry-Tonnégrande redirige ici.
Montsinéry-Tonnegrande (prononcé [mɔ̃sineʁi tɔneɡʁɑ̃d] ; souvent nommée Montsinéry-Tonnégrande non officiellement) est une commune française de la région d'outre-mer de la Guyane.
Elle se compose de deux bourgs distincts : Montsinéry et Tonnégrande.

## Géographie

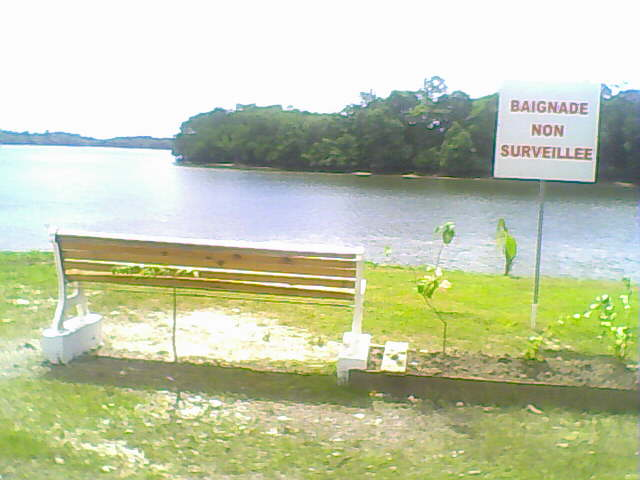
Vue de la rivière Montsinéry à Montsinéry.

### Localisation

En rouge le territoire communal de Montsinéry-Tonnegrande.

La commune se situe en Guyane, sur le continent de l'Amérique du Sud. Elle est entourée de rivières et de mangroves.
Les communes limitrophes avec Montsinéry-Tonnegrande sont au nord Macouria, à l'est Matoury, au sud Roura, et à l'ouest Kourou.

### Hameaux ou quartiers
Autour de Montsinéry-Tonnegrande existent plusieurs hameaux ou quartiers : Château d'Eau, Carapa, Quesnel, Risquetout, Champs-Virgile, Kalani, Desflot, Garin, Banane.

### Hydrographie
Le cours d'eau qui traverse Montsinéry est la rivière de Montsinéry. Le tourisme fluvial permet de découvrir son paysage boisé, ses mangroves et son parc à huîtres, (huître de palétuvier (Crassostrea rhizophorae Guilding), emblème de Montsinéry et l'unique parc d'ostréiculture du département.

### Climat
Le climat y est de type équatorial humide, type Af dans la classification de Köppen, durant toute l'année.

### Voies de communication et transport

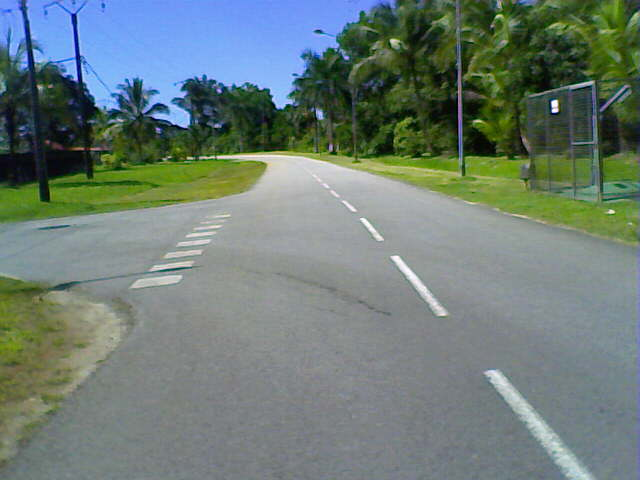
Rue principale Félix-Éboué de Montsinéry.

Il existe deux moyens de se rendre de Cayenne, le chef-lieu, à Montsinéry.

#### Par la route
Durant le second semestre de 2010, un bus du TIG assurait la ligne entre Montsinéry et la Pointe Liberté (au bord du fleuve vers Cayenne). Cette ligne a malheureusement été supprimée début novembre 2010.
En décembre 2013, une autre ligne, d'Agglobus, a été créée sur le trajet Galion, Tonnégrande, Montsinéry.
Depuis 2019, toute l'année, les deux bus Agglobus s'arrêtent quatre fois par jour, au dernier arrêt, au centre commercial "Family Plaza". L'un des bus fait le trajet Montsinéry, CD5, Carapa, RN1, Family plaza, et l'autre bus fait le trajet Montsinéry, CD5, Tonnégrande, Galion, Matoury, Family plaza.

#### Par la rivière de Montsinéry
La rivière de Montsinéry est un affluent du fleuve côtier la rivière de Cayenne.

## Urbanisme

### Typologie
Montsinéry-Tonnegrande est une commune rurale, car elle fait partie des communes peu ou très peu denses, au sens de la grille communale de densité de l'Insee,,,.
Par ailleurs la commune fait partie de l'aire d'attraction de Cayenne, dont elle est une commune de la couronne. Cette aire, qui regroupe 6 communes, est catégorisée dans les aires de 50 000 à moins de 200 000 habitants,.

### Morphologie urbaine
La commune est formée de deux bourgs distincts : Montsinéry et Tonnegrande (du français : tonnerre gronde). Les deux bourgs sont distants de 20 minutes, en voiture.
Cette commune est grande par sa superficie, mais petite par le nombre de ses habitants.

### Logement en 2009
En 2009, le nombre total de logements dans la commune était de 779, alors qu'il était de 476 en 1999.
Parmi ces logements, 87,1 % étaient des résidences principales, 8,4 % des résidences secondaires et 4,5 % des logements vacants. Ces logements étaient pour 94,1 % d'entre eux des maisons individuelles et pour 3,6 % des appartements.
La proportion des résidences principales, propriétés de leurs occupants était de 71,4 %, stable par rapport à 1999 (70,2 %).

## Toponymie
Montsinéry-Tonnegrande s'appelait autrefois Viriot. Ce mot est un patronyme originaire du département français des Vosges en Lorraine. C'est un hypocoristique (diminutif) de l'ancien prénom Viry, lui-même variante du prénom Gilles.
Le nom officiel de la commune, tel qu'indiqué par le code officiel géographique est Montsinéry-Tonnegrande. Toutefois, localement, on rencontre également le nom de Montsinéry-Tonnégrande.
La commune portait le nom de Tonnégrande-Montsinéry de 1969 à 1994.
Le nom de Tonnégrande est une déformation de l'expression « Tonnerre gronde ».

## Histoire
Sur le territoire communal on trouve le bagne des Annamites, où furent déportés les prisonniers indochinois, vers 1930.

## Politique et administration

### Liste des maires
| Période                                  | Période                  | Identité        | Étiquette    | Qualité |
| ---------------------------------------- | ------------------------ | --------------- | ------------ | --- |
| Les données manquantes sont à compléter. |                          |                 |              | |
| mars 1977                                | mars 2001                | André Lecante   | PSG puis DVG | Médecin généraliste Conseiller général de Montsinéry-Tonnegrande (1978 → 2008) Président du conseil général de la Guyane (1998 → 2001) Président de l'Association des maires de Guyane |
| mars 2001                                | mars 2008                | Auguste Fernand | SE           | |
| mars 2008                                | En cours (au 14/03/2024) | Patrick Lecante | DVG          | Enseignant 1er vice-président de la CA du Centre Littoral |

### Intercommunalité
La commune fait partie de la communauté d'agglomération du Centre Littoral.

## Population et société

### Démographie
L'évolution du nombre d'habitants est connue à travers les recensements de la population effectués dans la commune depuis 1961, premier recensement postérieur à la départementalisation de 1946. À partir de 2006, les populations de référence des communes sont publiées annuellement par l'Insee. Le recensement repose désormais sur une collecte d'information annuelle, concernant successivement tous les territoires communaux au cours d'une période de cinq ans. Pour les communes de moins de 10 000 habitants, une enquête de recensement portant sur toute la population est réalisée tous les cinq ans, les populations de référence des années intermédiaires étant quant à elles estimées par interpolation ou extrapolation. Pour la commune, le premier recensement exhaustif entrant dans le cadre du nouveau dispositif a été réalisé en 2005.

En 2022, la commune comptait 3 457 habitants, en évolution de +36,64 % par rapport à 2016 (Guyane : +7,07 %, France hors Mayotte : +2,11 %).
| 1961 | 1967 | 1974 | 1982 | 1990 | 1999  | 2010  | 2015  | 2020  |
| ---- | ---- | ---- | ---- | ---- | ----- | ----- | ----- | ----- |
| 204  | 333  | 377  | 333  | 500  | 1 037 | 2 217 | 2 473 | 3 141 |

| 2022  | - | - | - | - | - | - | - | - |
| ----- | - | - | - | - | - | - | - | - |
| 3 457 | - | - | - | - | - | - | - | - |

### Enseignement
La commune dispose de deux écoles primaires (une pour chacun des deux villages).

### Manifestations culturelles et festivités
Fin août, début septembre, à cause des marées d'équinoxe et à la présence de mangroves, les crabes sont nombreux autour de Montsinéry-Tonnegrande. C'est à ce moment-là qu'a lieu la fête du crabe, symbole de Montsinéry. Elle se déroule l'avant-dernier dimanche d'août à Tonnegrande, après une messe célébrée par l'évêque de Guyane. Une foule, armée de patience se rassemble pour déguster le crabe, cuisiné de diverses façons : farci, marinade, cornet[Quoi ?], tartelette, calanou, au riz, au colombo et au lait de coco. Pendant ce temps, des personnes, au bord du fleuve attendent les pêcheurs de crabes.

### Santé
La commune dispose d'un dispensaire.

### Médias

#### Ondes radios
Sur son territoire se trouvent les structures de télédiffusion de TDF pour la Guyane. Depuis 1981, TDF y a construit, sur demande du gouvernement (à l'époque, TDF est du domaine public), un ensemble de quatre émetteurs ondes courtes avec des installations d'antennes-rideaux. En 1994, comme en métropole, TDF a installé deux antennes dites « toucan », antenne soutenue par un pylône central, permettant sa rotation à 360°, une pour la France, une pour Swisscom.
Les antennes diffusaient essentiellement jusqu'à ces derniers temps, Radio France internationale (RFI), mais sa vocation a été élargie dès 1986, à d'autres diffuseurs, Radio Japon, Radio Suisse internationale, qui possédait sa propre antenne, Radio Chine internationale et dernièrement la BBC, pour sa diffusion dans les Caraïbes et l'Amérique latine.
La Guyane est un endroit idéal pour la diffusion en ondes courtes, sa position permet de toucher l'ensemble du continent américain et la partie Ouest du continent africain.
TDF, de Montsinéry, disparaîtra en fin mars 2013, d'après le journal radiophonique de Guyane 1re à la mi-février 2013.

#### Bulletin municipal
La mairie édite un bulletin : Ti rach ka koupé gro bwa.

## Économie

### Emploi en 2009
En 2009, la population âgée de 15 à 64 ans s'élevait à 1 375 personnes, parmi lesquelles on comptait 69,0 % d'actifs dont 55,3 % ayant un emploi et 13,7 % de chômeurs.
On comptait 263 emplois dans la zone d'emploi, contre 172 en 1999. Le nombre d'actifs ayant un emploi résidant dans la zone d'emploi étant de 773, l'indicateur de concentration d'emploi est de 34,1 %, ce qui signifie que la zone d'emploi offre seulement un emploi pour trois habitants actifs.

### Entreprises et commerces
Au 31 décembre 2010, Montsinéry-Tonnegrande comptait 212 établissements : 99 dans l’agriculture-sylviculture-pêche, 16 dans l'industrie, 26 dans la construction, 62 dans le commerce-transports-services divers et 9 étaient relatifs au secteur administratif.
En 2011, 18 entreprises ont été créées à Montsinéry-Tonnegrande.
Cette commune rurale possède de grandes exploitations agricoles appelées « abattis » (exploitation en brûlis) et aussi des élevages.
L'eau de source Dilo provient de la commune.
Sur place, on y trouve des commerces de libre-service (un Proxi, un commerce de prêt-à-porter, un restaurant français ouvert tous les soirs), des commerces ambulants (boulangerie-pâtissier : l'après-midi, en semaine, vers 16 h 30 (heure locale), vente de wassaï, poissonnerie (très rare) et des restaurants (ouverts le week-end et jours fériés).

## Culture locale et patrimoine

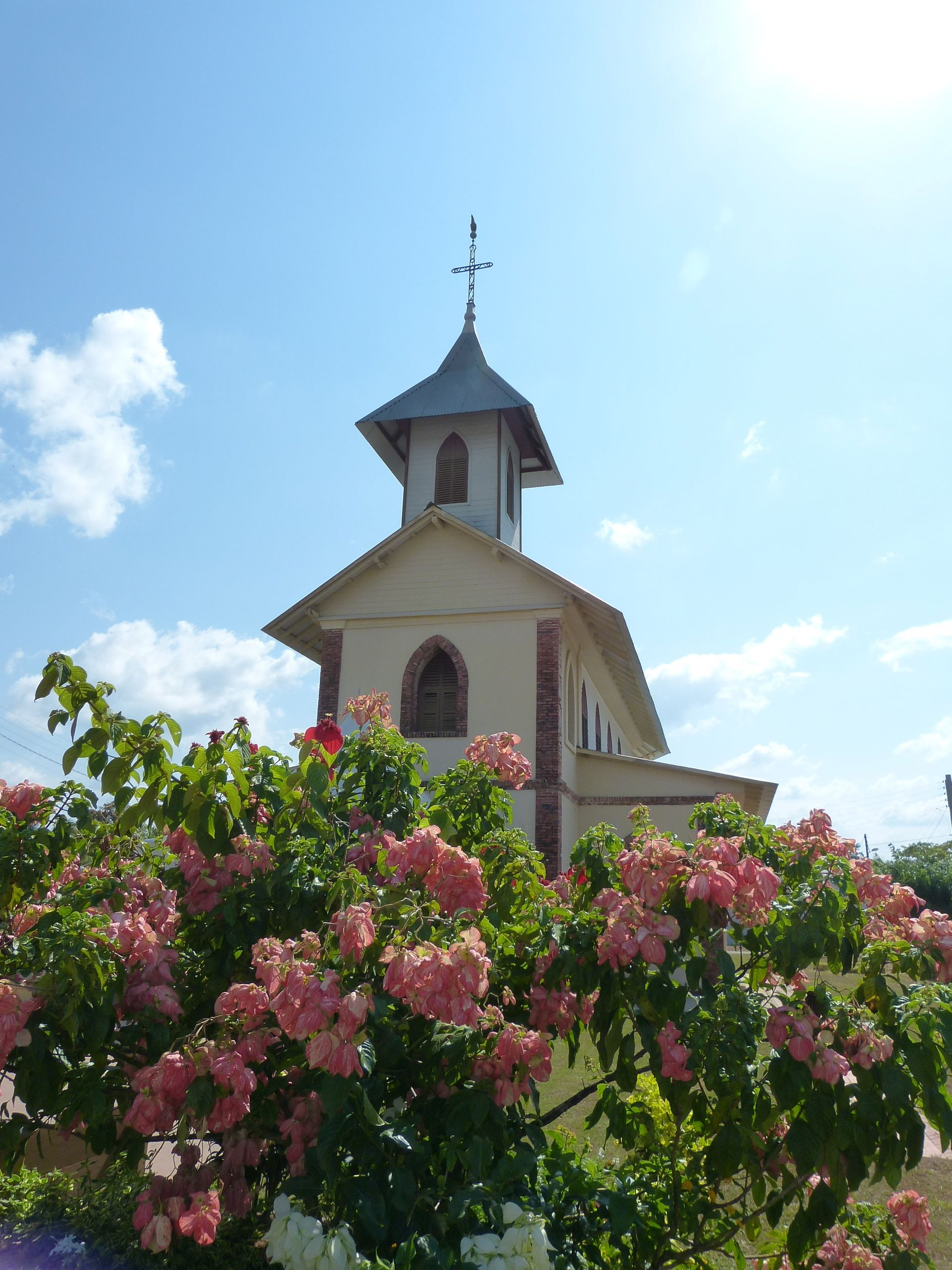
L'église Saint-Jean-Baptiste.

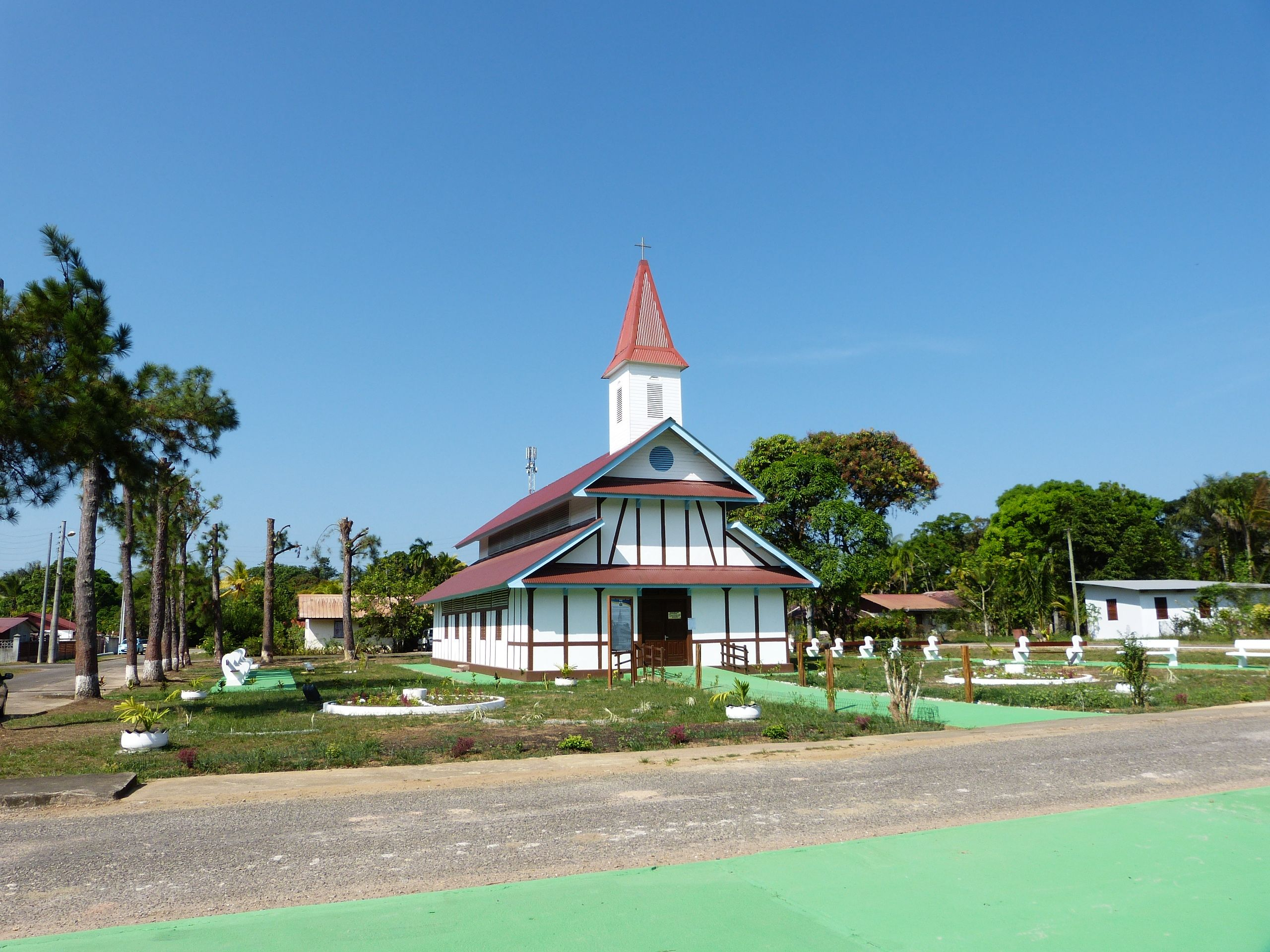
L'église Saint-Louis.

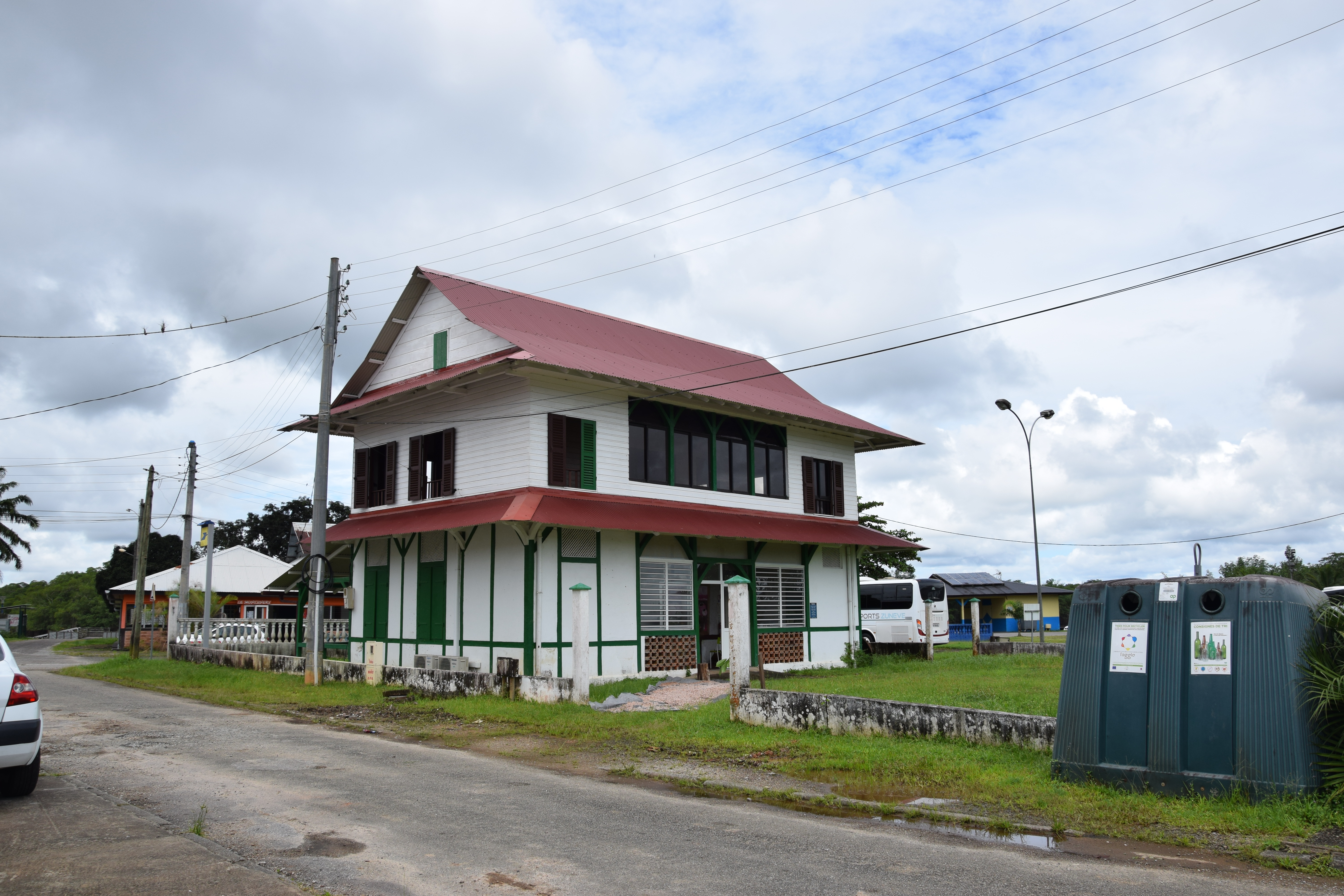
L'écomusée de Montsinéry-Tonnegrande.

### Lieux et monuments
- Le bagne des Annamites,
- l'église Saint-Jean-Baptiste, dans le bourg de Montsinéry, inscrite Monument historique depuis 1995, restaurée, et accueillant en 2011 les catholiques pour la messe. L'église est dédiée à saint Jean le Baptiste,
- l'église Saint-Louis, dans le bourg de Tonnegrande. L'église est dédiée à saint Louis,
- la centrale solaire photovoltaïque de Toucan,
- Écomusée de Montsinéry-Tonnegrande,
- Jardin Bois de Rose,
- Zoo de Guyane.

### Cuisine de Montsinéry-Tonnegrande
Le bourg de Montsinéry est connu pour ses fameuses huîtres et celui de Tonnegrande pour son crabe.

### Jumelage
Lamentin (Guadeloupe) depuis 2017